# 芳賀高益
芳賀 高益（はが たかます）は、室町時代後期の武将。下野宇都宮氏家老で紀清両党の芳賀氏出身。
宇都宮明綱が寛正4年（1463年）に早逝したため、宇都宮氏の外孫である兄・太郎丸が宇都宮氏本家の当主となる。そのため、兄に替わって芳賀氏の家督を継いだ。
宇都宮氏は享徳3年（1455年）からの享徳の乱以降、古河公方・足利成氏寄りだったが、文明2年（1470年）頃には、関東管領・上杉氏寄りに寝返った。これらの動きは、高益の献策であるといわれている。兄・正綱が文明9年（1477年）に上野国で陣没した後は、その嫡男・成綱の叔父として後見人となり、支えていくことになる。成綱が宇都宮氏の家督を継いで間もない頃に、武茂氏の重臣らが不満を抱き、武茂六郎を中心として叛乱を起こすが、高益が成綱と共に鎮圧している。その後も筆頭家老として、成綱を補佐するが、長享2年（1488年）に没する。
子・景高の頃になると、家中における権力が一層増大し、武茂氏に代わる勢力として台頭する。その後、主君である成綱と芳賀氏の関係は悪化し、永正9年（1512年）には、宇都宮錯乱という内紛が起きることとなる。